# Ogawa Mataji
Ogawa Mataji est un nom japonais traditionnel ; le nom de famille (ou le nom d'école), Ogawa, précède donc le prénom (ou le nom d'artiste).
Le vicomte Ogawa Mataji (小川又次) (22 octobre 1848 - 20 octobre 1909) est un général de l'armée impériale japonaise et beau-père du maréchal Hajime Sugiyama.

## Biographie
Ogawa est né dans une famille samouraï. Son père est au service du domaine de Kokura (actuelle préfecture de Fukuoka). Il étudie le rangaku après d'Egawa Hidetatsu et combat comme samouraï contre les forces du domaine de Chōshū durant la période du Bakumatsu.
Après la restauration de Meiji, Ogawa étudie à l'académie de l'armée impériale japonaise et est nommé sous-lieutenant en janvier 1871 puis promu lieutenant en février 1874. Il participe à l'expédition de Taïwan de 1874. Il sert ensuite dans le 1er régiment d'infanterie de la garnison de Tokyo, et comme commandant de bataillon dans le 13e régiment d'infanterie en avril 1876. En février 1877, il participe à la répression de la rébellion de Satsuma mais est blessé au combat en avril et promu major le même mois.
En mars 1878, Ogawa est vice-chef d'État-major de la garnison de Kumamoto. Il est attaché militaire à Pékin d'avril à juillet 1881. En février 1881, il est promu lieutenant-colonel et chef d'État-major de la garnison d'Osaka. En mars 1882, il est chef d'État-major de la garnison de Hiroshima. Promu colonel en octobre 1884, il est assigné au 8e régiment d'infanterie. En mai 1885, il rejoint l'État-major de l'armée impériale japonaise. Le général allemand Jacob Meckel, embauché par le gouvernement japonais comme conseiller étranger et instructeur à l'académie militaire, est grandement impressionné par Ogawa et Kodama Gentarō qu'il considère comme les deux meilleurs officiers de l'armée japonaise. Ogawa est spécialement réputé pour ses compétences de stratège et planificateur militaire, et gagne le surnom de « Kenshin moderne » par le général Kawakami Sōroku.
Ogawa est promu major-général en juin 1890, et reçoit le commandement de la 4e brigade d'infanterie, puis de la 1re brigade de garde. Au début de la première guerre sino-japonaise en août 1894, il est chef d'État-major de la 1re armée japonaise. Le même mois, il reçoit le titre de baron (danshaku). Il commandant la 2e brigade de garde en janvier 1896 et est promu lieutenant-général en avril 1897, assumant le commandement de la 4e division d'infanterie. En mai 1903, il est décoré de l'ordre du Trésor sacré (1re classe).
Durant la guerre russo-japonaise de 1904-1905, Ogawa continue de commander la 4e division de la 2e armée du général Oku Yasukata. Il participe à la bataille de Nanshan, à la bataille de Te-li-Ssu et à la bataille de Liaoyang. Lors de cette-dernière bataille, il est blessé au combat et forcé de remettre son commandement pour retourner à Tokyo. En janvier 1905, il est promu général mais doit se retirer pour raisons médicales en décembre 1905. En septembre 1907, il est élevé au titre de vicomte (shishaku), et décoré de l'ordre du Milan d'or (2e classe). Il se retire officiellement en novembre.
Ogawa meurt en 1909 de péritonite après avoir été hospitalisé pour dysenterie.